# トリノフンダマシ属
トリノフンダマシ属 Cyrtarachne は、コガネグモ科に属するクモの分類群である。丸っこくて綺麗な形と、興味深い習性で知られる。

## 概要
トリノフンダマシ属のクモは、いずれも丸っこくてつやのある腹部に美しい斑紋を持ち、普段は目につかず探すのがやや難しいこともあって、クモ学の初心者に特に喜ばれるクモである。この点ではごく近縁なサカグチトリノフンダマシ属も同じであるが、そちらは飛び切りの珍品揃いで簡単には見つからないのに対して、この属のものは探せば見つかる手応えがある。
このような体色の美しさは、擬態に繋がっていると考えられた。このクモは長く網を張ることを知られておらず、擬態によって虫が近づいてきたのを捕らえると考えられたが、後に網を張ることが判明した。しかしその網は少々特殊なもので、ナゲナワグモとの関連が論じられた。

## 特徴
体長は雌で1cm程度の中型のクモ。性的二形は著しく、雄はせいぜい1/3、種によっては体長1-2mmと雌の1/10ほどしかない。雄の形態はほぼ雌のそれに準じるが、斑紋等ははっきりしたものはなく、大抵は一様な褐色で、種の判別は肉眼では難しい。以下、雌について述べる。
頭胸部は中央が盛り上がるが、なめらかで大きな凹凸や突起はない。腹部は大きく、横幅が広い。また前の方は頭胸部に被さって半ば以上を覆う。腹部背面はなだらかに盛り上がり、特に突起などはないが、前後に数個ずつの筋点が見られる。
歩脚は特に長くはなく、縮めると頭胸部にぴたりと寄り添い、目立たなくなる。

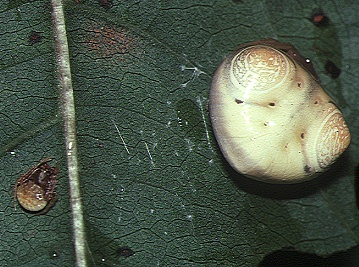
オオトリノフンダマシ・雄(左の方)と雌

### 体色と擬態について
体色は種によって異なり、また個体変異もあるが、いずれも珍奇な外見を示し、擬態に関わるものと考えられてきた。
日本産の4種のうち、トリノフンダマシとオオトリノフンダマシはいずれもハート形に近い腹部は白から黄色の地色で、両肩（腹部前方の左右に張り出した部分）に白と褐色系による曖昧な渦巻きのような模様がある。シロオビトリノフンダマシでは横長の腹部の真ん中を横切るように白い帯があり、その前後は黒く、腹部後端近くは淡い褐色になっている。これらの種では表面がなめらかでつやつやしい事が、まるで濡れているような見かけを与えることもあって、その姿を新鮮な鳥の糞のように見せる。「鳥の糞騙し」の名はこれに基づく。実際に野外で静止している際には、歩脚をしっかりと頭胸部に引き寄せ、ほとんど腹部しか見えないため、知っていなければ蜘蛛とは思えない。
これに対して、アカイロトリノフンダマシでは、地色が鮮やかな赤で、そこに白い斑紋が水玉模様のように入る。その表面はやはり強いつやがあり、これはテントウムシ類に擬態しているとされる。
特に前者の擬態については、このクモの造網習性が知られる以前には攻撃のための擬態ではないかと考えられていた。鳥の糞から水分や栄養を摂取する昆虫は少なくないので、そのようなものが鳥の糞と間違えて接近してきたところを捕らえる、との判断である。しかしこれは否定されたため、擬態であるにせよ、隠蔽のためのそれと考えられている。
なお、トリノフンダマシとオオトリノフンダマシではその斑紋からカマキリの頭に擬態しているとの説をネット上などで見かけるが、これはクモ学の分野では特に取り上げられていない。

## 生態等
この属の蜘蛛は、昼間はほぼ完全に静止したままである。普通は植物の葉裏に静止している。その際には歩脚をしっかり体に引きつけるため、頭胸部と歩脚は腹部の前縁からわずかに覗くだけとなる。特にススキでよく見つけられるとされる。
夜間に網を張る。網は水平円網であるが、非常に目が粗く、縦糸も横糸も数が少ない。クモは暗くなってから網を張り、明るくなる前には網を畳み、葉裏に潜む。その際、網に虫が残っていた場合には、糸で丸めて持ち去り、葉裏で食べるという。
卵嚢はほぼ球形から楕円形の袋状で、細長い釣り手のような柄があってぶら下がる。クモは枝先の葉陰などに不規則網のような形に糸を張り巡らしてそこに卵嚢をぶら下げ、親はそのそばに止まる。往々に複数をまとめてつける。
孵化した幼生は成体になるまで網を張らず、葉先などで前二対の歩脚を大きく広げて構え、通りかかった小さな虫を直接に捕らえる。

### 網に関して
このクモの網については興味深い点が多い。
一つには、コガネグモ科のものは円網を張るのが普通だが、そのほとんどは垂直円網であり、水平円網を張るものはごく少ないことである。水平円網を張ることが多いのは、アシナガグモ科などである。
ところが、アシナガグモ科の水平円網とこのクモの網も大変に異なっている。上記のように、このクモの網は糸がごく少なく、非常に編み目が粗いが、特殊な点はそれだけに止まらない。普通の円網では放射状に張られた縦糸に対して粘液を持つ横糸は渦巻き状になっているのだが、このクモではほとんど同心円状になっていて、ひと繋がりの渦巻きにはなっていない。
さらに張り方も異なる点がある。普通は先ず放射状の縦糸を張り、次に内側から外側にあらく粘性のない糸を張る。これは足場糸と呼ばれ、クモはそれを付けた後に、今度は外側から粘性のある横糸を張ってゆく。その時に足場糸を伝って次の縦糸に移動することで横糸の位置を定めるようにし、足場糸が邪魔になると切り捨てる。ところが、このクモの場合、足場糸をつけず、縦糸のあとに直接横糸を張る。そのために、クモは縦糸から次の縦糸に写る際に必ず中心を経由して移動する。それに、横糸は渦巻きではなく、往復移動を繰り返すことで張る。
また、このクモの網には機能的にも独特な点がある。先ず、横糸が弛んで張られていること、また横糸にある粘球が大きく、しかも縦糸との接触部にはないことである。そのために夜間に明かりで照らすと、横糸の両端が見えなくて、途中だけが白く光って見える。そしてこの糸に虫がかかると、縦糸との接点で切れるようになっている。これは、獲物としてガを捕らえるのには都合のいい性質である。ガの体には鱗粉があるため、普通のクモの網ではガが引っかかった時にもがくと鱗粉だけを網に残して逃れることが出来るが、このクモの網では糸が片方で切れてガの体に巻き付き、縦糸からぶら下がった状態で掴まってしまう。クモはこの糸を吊り上げてガを捕らえることが出来る。
このクモの近縁群にナゲナワグモの習性を持つイセキグモ属などがいる。この特殊な獲物の捕まえ方がどのように発達したかについて、このクモの網がその発端になったと考えられるようになった。つまり、上記のようにこのクモがガを捕まえる場合、ガを吊り上げる形になり、その状態はナゲナワグモが獲物を捕らえた形と同じになる。さらに、これらに近縁な属であるサカグチトリノフンダマシ属やツキジグモ属の網がトリノフンダマシ属のそれの片側が退化したような三角網であることが判明した。ここから、トリノフンダマシの作る円網を始まりとして、ガを捕まえる特性が発達した代わりに網そのものを退化縮小させていったと考えると、その頂点にナゲナワグモがいると見ることが出来る。その視点からナゲナワグモの捕虫時の行動を調べると、トリノフンダマシが円網を張る行動との類似性が確認できるという。
なお、トリノフンダマシ属の獲物はガが多いことから、ナゲナワグモ類と同様にフェロモン類似物質を出している可能性が示唆されているが、はっきりしていない。

## 分類

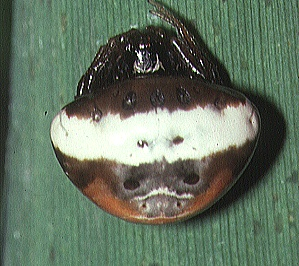
シロオビトリノフンダマシ

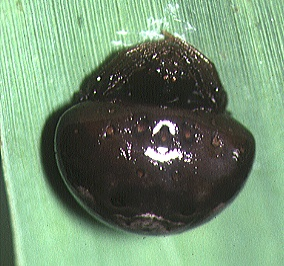
シロオビトリノフンダマシ・黒色型

ごく近縁なものにサカグチトリノフンダマシ属があり、またイセキグモ属と姉妹群をなすとされる。

この属には世界に50種が知られ、日本には以下の4種がある。
- C. bufo　トリノフンダマシ
- C. inaequialis　オオトリノフンダマシ
- C. nagasakiensis　シロオビトリノフンダマシ
- C. yunoharuensis　アカイロトリノフンダマシ

なお、かつてはシロオビトリノフンダマシの腹部全体が真っ黒になったものをクロトリノフンダマシ、アカイロトリノフンダマシに於いて腹部が真っ黒で、後半部だけが赤くなったものをソメワケトリノフンダマシと称して別種に扱った。特にソメワケトリノフンダマシは大変な珍品だとして取りざたされたことがある。アカイロトリノフンダマシには、この他に斑紋は同じで赤い部分が黒くなった型が見つかっている。